# Círculo de Banamba
El círculo de Banamba es una colectividad territorial dentro de la región de Kulikoró, Malí. Su población es de 190.235 habitantes (2009).
Cuenta con 9 comunas: Banamba, Benkadi, Boron, Duguwolowula, Kiban, Madina Sacko, Sébété, Toubacoro y Toukoroba.
- Datos: Q806073